# Alton Castle
Alton Castle er en nygotisk borg på en bakke over Churnet Valley, i landsbyen Alton, Staffordshire, England.
Der har været fæstning på stedet siden sakserne, og den oprindelige borg på stedet er dateret fra 1100-tallet. Den nuværende borg stammer dog fra midten af 1800-tallet, og blev opført af John Talbot, 16. jarl af Shrewsbury, fra det nærliggende Alton Towers.
Siden 1967 har borgen været klassificeret som en listed building. Det er også et scheduled ancient monument.